# Wehrkirchen in Belarus, Polen und Litauen
Die Wehrkirchen in Belarus, Polen und Litauen ist ein Vorschlag von Belarus für eine serielle, d. h. mehrere einzelne Komponenten umfassende Weltkulturerbestätte. Der Vorschlag steht seit Januar 2004 unter der Nummer 1899 auf der Tentativliste der UNESCO. Geplant ist eine transnationale Welterbestätte mit Wehrkirchen aus drei Ländern. Bislang ist jedoch nur eine Auswahl von drei Wehrkirchen in Belarus aufgenommen. Bauwerke aus Polen und Litauen sind bisher noch nicht in der Kandidatur gelistet.

## Liste der Wehrkirchen
| Bild | Name (belarussisch)                                                      | Ort                                                          | Besonderheiten                        |
| ---- | ------------------------------------------------------------------------ | ------------------------------------------------------------ | ------------------------------------- |
|      | Kirche St. Johannes der Täufer (Касцёл Яна Хрысціцеля)                   | Kamai 55° 3′ 37″ N, 26° 36′ 19″ O Wizebskaja Woblasz         | 1603–1606 erbaut                      |
|      | Kirche Mariä Geburt (Царква Раства Багародзіцы)                          | Murawanka 53° 41′ 51″ N, 24° 59′ 59″ O Hrodsenskaja Woblasz  | 1524–1542 erbaut, Backsteingotik      |
|      | Kirche des Heiligen Erzengels Michael (Царква Святога Архангела Міхаіла) | Synkawitschy 53° 7′ 23″ N, 25° 9′ 25″ O Hrodsenskaja Woblasz | Anfang des 16. Jahrhunderts errichtet |